# Манкечур

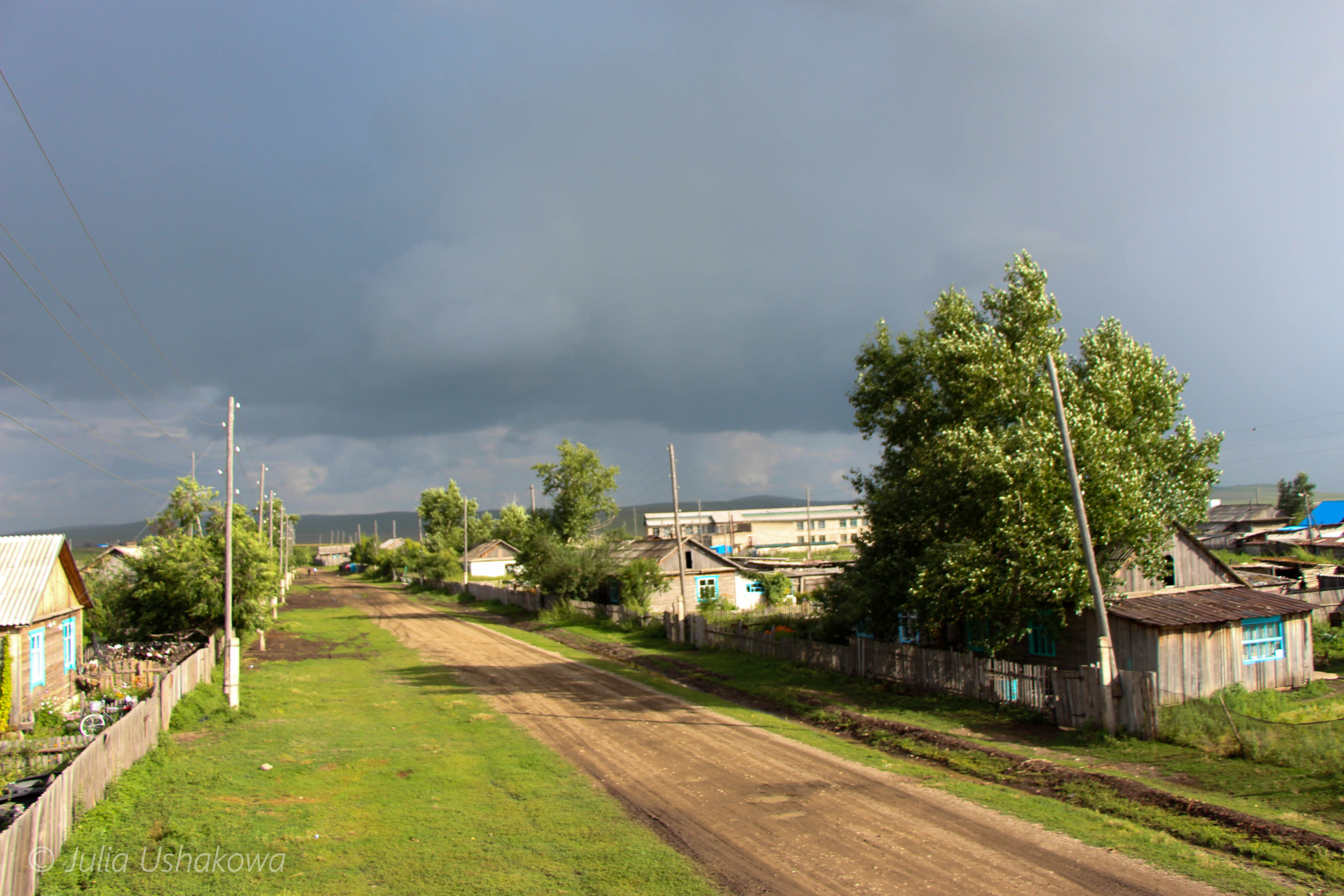

Манкечу́р — село в Александрово-Заводском районе Забайкальского края.
Население — 405 (2021).

## География
Расположено на реке Урулюнгуй, в 50 км к югу от районного центра. В состав сельского самоуправления входят сёла Почекуй и Васильевский Хутор.

## История
Основано в 1708 году. С 1872 по 1918 годы Манкечурская станица была центром Второго военного отделения Забайкальского казачьего войска. В июле 2008 года отмечалось 300-летие со дня основания села, в честь чего прошёл фестиваль национальных культур.
Село Манкечур знаменито тем, что первым кавалером Забайкальского казачьего войска, награждённым Георгиевским крестом, стал урядник Пётр Таскин из станицы Манкечурской, деревни Пури 1-го батальона 1-й бригады пешего ЗКВ (что видно из расписания пешего Забайкальского казачьего войска от 23 февраля 1852 года) бывший горнозаводский крестьянин, в 1856 году был награждён знаком отличия Военного ордена — Георгиевского креста 4-й степени за оборону Де-Кастри, став первым кавалером в Забайкальском казачьем войске на четвёртый год его существования. Петр Таскин вошел в историю, начав героическую летопись Забайкальского Казачьего Войска. Именно он послужил прототипом для Андрея Улыбина в романе Константина Седых «Даурия».
В 1912 году Делегация от Забайкальского казачьего войска на торжественном открытии памятника императору Александру III, состоявшимся 30 мая 1912 года в Москве рядом с храмом Христа Спасителя, состоящая из двух станичных атаманов Забайкальского казачьего войска был атаман Манкечурской станицы урядник Кузнецов и атаман Актагучинской станицы вахмистр Каргин Евсей Васильевич.

## Население
| 1989 | 2002 | 2010 | 2021 |
| ---- | ---- | ---- | ---- |
| 728  | ↘559 | ↘481 | ↘405 |

## Инфраструктура
Средняя общеобразовательная школа, детский сад, досуговый центр «Радуга», библиотека, фельдшерско-акушерский пункт, пожарная часть.